# 黒田斉隆
- 黒田 斉隆
- 黒田 齊隆

黒田 斉隆（くろだ なりたか）は、江戸時代後期の大名。筑前国福岡藩第9代藩主。はじめ長暠（）と称した。第11代将軍徳川家斉は実兄。第7代藩主・黒田治之の甥に当たる。

## 生涯
安永6年（1777年）9月21日、一橋徳川家第2代当主・徳川治済の三男として生まれる。母について、「一橋徳川家記」は側室・岩本氏、『寛政重修諸家譜』では丸山氏としている。幼名は雅之助 。
天明2年（1782年）10月、福岡藩主・黒田治高の末期養子となる。同年12月19日、6歳で福岡藩黒田家の家督を相続する。同3年4月7日、桜田邸へ居を移す。
天明3年（1783年）、重臣たちの献策もあり、藩儒・竹田定良と、儒医・亀井南冥に、藩校を創建することを命じる。天明4年（1784年）、定良が修猷館（東学問稽古所）（現在の福岡県立修猷館高等学校）、南冥が甘棠館（西学問稽古所）を開館している。
寛政2年（1790年）9月15日、実兄・家斉が将軍就任後、はじめて拝謁した。このとき、拝謁の前後は大廊下の休息所にいるよう命じられた。
同年10月25日、元服し、家斉から偏諱を授かり、斉隆と改めた。また、従四位下侍従兼筑前守に叙任された。
寛政5年2月28日、はじめて入国の暇を家斉にゆるされたとき、斉隆が常に病患があることを慮り、また初めての旅行であることから、侍医・橘隆庵を同行させた。同年4月、領地福岡に入る。翌年、領内を巡見し、領民の暮らしぶりを見て周り、顕彰をした。
寛政7年（1795年）6月、斉隆が病にかかったことが家斉の耳に入り、再び、隆庵を福岡に送った。
同月23日、福岡城にて死去した。19歳。幕府には同年8月24日死去と届け出た。法名は周山紹礼敬徳院。黒田孝高や長政などと同じく崇福寺（筑前国那珂郡博多）に葬られた。
同年10月6日、側室・渡辺氏（真妙院）との子・松次郎（のちの斉清）が遺領を継いだ。
斉隆の治世中には、黒田家の先祖を祀る事跡があった。天明3年（1783年）に第3代藩主・黒田光之に廃された黒田綱之を祀る幹亮権現社を創立し、同年には初代・長政を祀る黒崎大明神を再興した。また、黒田孝高の父・職隆の墓所が播磨国姫路にて発見され、二百回忌の法要、および墓所の築造が当地にて行われた。

## 家督の継承について
- 父・徳川治済は将軍の実父として、幕府内において隠然たる大きな影響力を持っており、先代の治高が死去前に養子として指名していたことや弟の先々代治之との繋がりから両家の重臣と話合いを持ち、息子の雅之助（後の斉隆）を幼いまま、福岡藩黒田家の養子に入れた。

- 斉隆は若くして死去したこともあって正室はいなかったが、側室・渡辺氏（真妙院）との間に、第10代藩主となった斉清がいた。幼い頃より文学を嗜み、儒学を好んだ。真妙院の養父、福岡藩士で儒学者の渡辺忠蔵は、藩が警護していた長崎にて平賀源内と問答をしている記録が残る。また、真妙院は、先々代、治之の正室・亀姫（瑤津院）の計らいにより、藩主の生母として新間の方（）と呼ばれた。